# Michael Boatman
Michael Patrick Boatman est un acteur américain né le 25 octobre 1964 à Colorado Springs dans l'état du Colorado. Il est devenu connu pour avoir tenu le rôle de Carter Haywood dans la sitcom Spin City, entre 1996 et 2002.
Depuis, il a tenu des rôles récurrents dans les très populaires séries dramatiques The Good Wife et Gossip Girl, puis a fait partie des distributions principales des sitcoms Anger Management (2012-2014) et Instant Mom (2013-2015).

## Biographie

### Jeunesse et formation
Michael Boatman est l’aîné des trois enfants de Daniel Boatman (un officier des forces armées des États-Unis) et de Gwendolyn Pugh Boatman (conseillère professionnelle pour personne en situation de handicap),.
Il  grandit à Chicago dans l'état de l’Illinois. À l'adolescence, il se lance dans le théâtre pour avoir du succès auprès des filles, puis son talent s'est révélé et fait des études supérieures d'art théâtral à la Western Illinois University (en), où il obtient son Bachelor of Arts (licence) de théâtre en 1986, pendant ses études il a tenu des rôles principaux dans divers drames du répertoire classiques,.

### Carrière

#### Débuts télévisuels et révélation comique (années 1990)
Après une poignée d'apparitions dans quelques productions, il rejoint la distribution d'une nouvelles série, le drame militaire China Beach. Le programme ne dure que quatre saisons, diffusées entre 1988 et 1991, mais lance la carrière de l'acteur.
Il rebondit vers une comédie, The Jackie Comedy Show, portée par l'acteur Tom Arnold, qui est lancée fin 1992, mais arrêté quelques épisodes plus tard, faute d'audiences. Il poursuit cependant dans ce registre avec une autre sitcom éphémère, Muscle, qui ne connait qu'une seule saison de 13 épisodes en 1995. Parallèlement, il tourne une scène du film Y a-t-il un flic pour sauver Hollywood ?, qui sera coupée au montage, et apparait dans le film d'action Le Pacificateur, avec George Clooney.
C'est à la télévision qu'il confirme : il décroche des rôles principaux dans deux séries : d'abord la satire du monde sportif de la chaîne HBO Arli$$, puis une série politique portée par la star Michael J. Fox, Spin City. Si la première est peu suivie, la seconde est un gros succès. L'acteur mène ainsi de front les deux tournages : durant l'année scolaire, il incarne le conseiller libéral et gay Carter Haywood pour Spin City, et durant les vacances, il joue le conseiller financier conservateur Stanley Babson dans Arliss.
Il reste fidèle aux deux séries jusqu'à leurs conclusions respectives, en 2002.

#### Diversification et seconds rôles (années 2000-2010)
Durant les années suivantes, il multiplie les apparitions isolées dans de multiples séries télévisées - parmi lesquelles Less Than Perfect (en) (2003), Les Experts : Miami (2004), Scrubs (2005), Huff (2006), Grey's Anatomy (2007), Hannah Montana (2008), Esprits criminels (2009) - et tourner des pilotes de nouvelles séries, qui n'aboutissent pas. Il tient cependant un rôle semi-récurrent dans New York : Unité Spéciale entre 2003 et 2011.
À la rentrée 2009, il décroche deux rôles récurrents : d'abord pour la sitcom Sherri, centrée sur la vie de Sherri Robinson, puis dans une nouvelle série judiciaire, The Good Wife. Si la première s'arrête dans l'indifférence générale au bout de quelques épisodes, la seconde connait un large succès, et l'acteur incarne l'avocat Julius Cain dans six épisodes de la première saison, trois de la seconde, puis cinq de la troisième.
En 2011, il participe à 11 épisodes de la quatrième saison de la très populaire série pour adolescents Gossip Girl, puis en 2012, il rejoint la sitcom Anger Management, menée par son ancien partenaire de Spin City, Charlie Sheen. Il tourne dans les 55 premiers épisodes avant de décrocher un rôle principal dans un autre projet en 2013 : une nouvelle sitcom, Instant Mom, avec Tia Mowry dans le rôle principal de son épouse de 25 ans, propulsée mère de famille, à la suite de son mariage avec le personnage incarné par Boatman. Le programme dure 65 épisodes, diffusés jusqu'en 2015.
L'acteur revient dans The Good Wife pour trois épisodes - deux de la saison 5 (2014) puis 1 de la saison 6 (2015). Cependant, les créateurs de la série l'invitent à reprendre son personnage de Julius Cain dans 4 des 10 épisodes de la série dérivée The Good Fight, lancée début 2017.

### Vie privée
Le 28 novembre 1992, il épouse l'avocate Myrna Forney, de leur union naissent quatre enfants,.

## Filmographie

### Cinéma
- 1987 : Hamburger Hill de John Irvin : le Soldat Motown
- 1988 : À bout de course de Sidney Lumet : Spaulding
- 1996 : The Glass Shield de Charles Burnett : Député J.J. Johnson
- 1997 : Le Pacificateur (The Peacemaker) de Mimi Leder : CPN Beach
- 1998 : Walking to the Waterline (en) de Matt Mulhern (en) : Marshall the Mover
- 2004 : Woman Thou Art Loosed (en) de Michael Schultz : Todd
- 2006 : Kalamazoo? de David O'Malley : Special Angel Albert
- 2007 : And Then Came Love (en) de Richard Schenkman : Ted
- 2009 : My Father's Will de Fred Manocherian : Lorence
- 2009 : The Killing of Wendy de David Hickson : Detective Blake
- 2012 : Bad Parents (en) de Caytha Jentis : Gary
- 2017 : Like.Share.Follow. : Norman
- 2018 : Seconde Chance : Edward Taylor

### Télévision
- 1996 - 2002 : Spin City: Carter Haywood (rôle principal)
- 1996 - 2002 : Arli$$: Stanley Babson (rôle principal)
- 2003-2004 : New York, unité spéciale (saison 5, épisodes 8, 15 et 21) : avocat de la défense Dave Seaver
- 2004 : New York, unité spéciale (saison 6, épisode 3) : avocat de la défense Dave Seaver
- 2005 : Scrubs: Ron
- 2006 : New York, unité spéciale (saison 7, épisode 16) : avocat de la défense Dave Seaver
- 2007 : Grey's Anatomy (saison 3-Épisode 19 : Plan B) : Doug Kendry
- 2008 : Hannah Montana (saison 2-Épisode 25 : La Rockeuse de diamants) : Randall Garrison
- 2009 : Esprits criminels (saison 4-Épisode 12 : Bon voisinage) :  William Harris
- 2010-2011 : New York, unité spéciale (saison 12, épisodes 5 et 19) : avocat de la défense Dave Seaver
- 2010 : FBI : Duo très spécial : Russell Smith
- 2011 : Gossip Girl : Russell Thorpe (rôle récurrent)
- 2012 : Meurtres à Charlotte (Hornet's Nest): Richard Panessa
- 2012 - 2014 : Anger Management, de Bruce Helford : Michael (56 épisodes)
- 2013 - 2015 : L'apprentie maman : Charles Philips (65 épisodes)
- 2009 - 2015 : The Good Wife : Julius Cain (18 épisodes)
- 2016-2017 : Madam Secretary : Keith Doherty  (6 épisodes)
- depuis 2017 : The Good Fight Julius Cain  (46 épisodes - en cours)